# Tenzin Delek
Tenzin Delek Rinpoche (Litang, Tibet, 1950 – Chengdu, 12 juli 2015) was een boeddhistisch leider uit het oosten van Tibet. Hij was de abt van het Tibetaanse klooster Thupten Jampaling bij Litang in de provincie Sichuan.
Hij werd samen met Lobsang Dhondup ter dood veroordeeld in december 2002 wegens een bomaanval in Chengdu (Sichuan) op 3 april 2002. Lobsang werd vrijwel onmiddellijk geëxecuteerd. De doodstraf voor Tenzin Delek werd uitgesteld omwille van zijn bekendheid: hij verbleef in de jaren 80 een tijdlang bij de veertiende dalai lama, Tenzin Gyatso, in India. Later heeft hij in Orthok een eigen klooster gesticht. Hij kon een bericht uit de gevangenis smokkelen waarin hij zijn onschuld staande hield en verklaarde als boeddhist tegen elke vorm van geweld te zijn.
Onder druk van verschillende mensenrechtenorganisaties werd zijn doodstraf in 2005 omgezet tot levenslange opsluiting. Deze organisaties wijzen er ook op dat hij geen eerlijk proces heeft gekregen en dat hij tijdens zijn gevangenschap werd mishandeld.
Hij overleed in juli 2015 op 65-jarige leeftijd.